# Nawaz Sharif
Mian Muhammad Nawaz Sharif (urdu: میاں محمد نواز شریف ), född 25 december 1949 i Lahore i Punjab, är en pakistansk politiker.
Han har tre gånger blivit vald till landets premiärminister, i vilken egenskap han lät provspränga en atombomb 1998 som svar på Indiens provsprängningar. Han avsattes i en militärkupp av general Pervez Musharraf. År 2000 dömdes han till livstids fängelse för bland annat korruption och terrorism, men straffet ombildades till landsflykt i Saudiarabien. Den 10 september 2007 återvände han till Pakistan, men sändes tillbaka till exilen i Saudiarabien samma dag av Musharraf. Den 25 november fick han dock tillåtelse att återvända till Pakistan och han ställde upp som kandidat i de allmänna valen i januari 2008.
Han bliv vald till landets premiärminister för den tredje gången, i maj 2013. Han tvingades avgå den 28 juli 2017 efter panamadokumenten avslöjade att hans familj hade kopplingar till offshoreföretag.